# Le Zombie au vélo
Pour plus de détails, voir Fiche technique et Distribution.
Le Zombie au vélo est un court métrage belge écrit et réalisé par Christophe Bourdon et sorti en 2015.

## Fiche technique
- Titre original : Le Zombie au vélo
- Réalisation : Christophe Bourdon
- Scénario : Christophe Bourdon
- Photographie : Frederic Martin
- Montage : Bruno Pons
- Musique : Greg Remy
- Pays d'origine : Belgique
- Langue originale : français
- Format : couleur
- Genre : court métrage
- Durée : 23 minutes
- Dates de sortie :
  - Belgique : 2015

## Distribution
- Olivier Bonjour : le zombie
- Evelyne Demaude : la mère barrakie
- Carlo Ferrante : Monsieur Lafosse
- Eric Larcin : le policier
- Benjamin Ramon : un conseiller Axe Emploi
- Nissim Renard : Clitisse
- Renaud Rutten : le vendeur de vélo
- Astrid Whettnall : la conseillère Axe Emploi

## Distinctions

### Récompenses
- 2015 : Festival international du film fantastique de Bruxelles : Prix de la Critique[2]

## Autour du court métrage
Le film réalisé par Christophe Bourdon se veut à la fois une parodie et un hommage aux frères Dardenne en faisant référence à leur film Le Gamin au vélo.